# Bloodywood
Bloodywood je indická metalová kapela z Nového Dillí, která vznikla v roce 2016. Začínali jako parodická kapela, která nahrávala metalové coververze popových písní na YouTube, ale později začala tvořit svůj vlastní obsah. Skupina jako své hudební vzory uvedla Linkin Park, Rage Against the Machine, System of a Down, Alter Bridge a Limp Bizkit.

## Historie
Před založením kapely se Karan Katiyar věnoval tvorbě parodických metalových coververzí populárních bollywoodských písní, ale měl problém najít vhodného zpěváka. Na místním koncertu se Katiyar poprvé setkal s Jayantem Bhadulou a byl ohromen jeho hlasovým rozsahem a všestranností.
V roce 2016 Katiyar opustil své stávající zaměstnání a společně s Bhadulou založili dvoučlennou kapelu za účelem „zničit popové písně“.
V roce 2017 vydali vlastní nahrávku písně „Heavy“ od Linkin Park, a sice v raném nu metalovém stylu Linkin Park, čímž upoutali pozornost mnoha hudebních webů, jako jsou Loudwire nebo Metal Hammer, podle něhož „by takto mělo Heavy od Linkin Park znít". Kapela udělala v roce 2017 další coververze a vydala kompilační cover album Anti-Pop Vol. 1. Následovala metalová coververze populární indické písně „Tunak Tunak Tun“ od Dalera Mehndiho.
V roce 2018 vydali coververzi písně „Ari Ari“ od dua Bombay Rockers, která sama o sobě byla coverem indické lidové písně „Baari Barsi“. Na skladbě se podílel i rapper Raoul Kerr, kterého Katiyar pozval poté, co pro něj pracoval na lyric videu. O uvedení písně se postarala bollywoodská herečka Ileana D'Cruz, která sdílela video „Ari Ari“ na svých sociálních sítích. Pozitivní přijetí od fanoušků povzbudilo kapelu k psaní vlastního materiálu a čerpání inspirace z indické lidové hudby.
V červenci téhož roku se Bloodywood spojil s online poradenskou stránkou HopeTherapy a vydal píseň „Jee Veerey“, věnovanou boji proti depresi a duševním chorobám. Dne 15. ledna 2019 kapela vydala „Endurant“, píseň zabývající se tématem šikany.
Dne 21. dubna 2019 bylo oznámeno, že Bloodywood vystoupí na Wacken Open Air. O dva dny později kapela vydala píseň „Machi Bhasad (Expect a Riot)“, původně určenou pro nadcházející hru od Ubisoft Beyond Good and Evil 2. Zároveň oznámila, že Kerr se stává stálým členem kapely a že se Bloodywood vydává na Raj Against the Machine Tour.
V roce 2021 byla kapela heavymetalovým a rockovým hudebním časopisem Metal Hammer označena jako jedna z „12 nových metalových kapel, které byste měli sledovat v roce 2022“. Byla také nominována na titul Breakthrough Asian Band na udílení cen Global Metal Apocalypse 2021, kde skončila druhá.
Jejich debutové studiové album s vlastními písněmi se jmenuje Rakshak a vyšlo 18. února 2022.

## Dobročinnost
Spolu s poselstvími obsaženými ve svých písních se kapela zaměřuje na podporu různých charitativních akcí. S vydáním videa k jejich písni „Jee Veerey“ rozdávali předplacené online poradenská sezení.
Po návratu do Indie ze svého evropského turné v roce 2019 darovali výdělek organizaci Posh Foundation, starající se o zvířata bez domova, na nákup nové sanitky.

## Členové kapely
- Karan Katiyar – kytary, flétna, produkce, kompozice
- Jayant Bhadula – zpěv, growl
- Raoul Kerr – rapování

Hostující členové při turné
- Sarthak Pahwa – dhol
- Roshan Roy – baskytara
- Vishesh Singh – bicí

## Diskografie

### Studiová alba
- Anti-Pop Vol. 1 (2017)
- Rakshak (2022)

### Singly
- „Angry Santa“ (2017)
- „Tunak Tunak Metal“ (2018)
- „Rang Basanti“ (2018)
- „ Ari Ari “ (2018)
- „Jee Veerey“ (2018)
- „Endurant“ (2019)
- „Machi Bhasad“ (2019)
- „Yaad“ (2020)
- „Great Is Born Raw“ (2021)
- „Gaddaar“ (2021)
- „Aaj“ (2022)
- „Dana Dan“ (2022)
- „Nu Delhi“ (2024)
- „Bekhauf“ (s BABYMETAL, 2024)
- „Tadka“ (2025)

### Videa
- „Angry Santa“ (2017)
- „Tunak Tunak Tun“ (2018)
- „Rang De Basanti“ (2018)
- „Ari Ari“ (2018)
- „Jee Veerey“ (2018)
- „Endurant“ (2019)
- „Machi Bhasad“ (2019)
- „Yaad“ (2020)
- „Gaddaar“ (2021)
- „Aaj“ (2022)
- „Dana Dan“ (2022)